# Norellia spinipes
Norellia spinipes är en tvåvingeart som först beskrevs av Johann Wilhelm Meigen 1826.  Norellia spinipes ingår i släktet Norellia och familjen kolvflugor. Arten är reproducerande i Sverige. Inga underarter finns listade i Catalogue of Life.